# Szalay Gyula (színművész)
Szalay Gyula (Győr, 1885. február 27. – Budapest, Kőbánya, 1953. június 1.) színész.

## Pályafutása
Szalay György és Jámbor Matild fiaként született. Színipályára lépett 1906-ban. Győrben Mezei Bélánál működött, onnan a Budapesti Színházhoz, majd Debrecenbe, később Kassára szerződött. Négyévi színészkedés után az Új Színház tagja lett. Egyike az elsőknek, akik a Magyar Rádióban szerepeltek. 1930-tól a Komédia Orfeum tagja volt. Halálát gócos tüdőgyulladás, érelmeszesedés okozta.
Első felesége Egri Berta, akivel 1911. augusztus 26-án Újpesten kötött házasságot. Második neje Pálffy Ilona, színésznő, született Debrecenben, színipályára lépett 1920-ban. 1933-ban Rákospalotán feleségül vette Tankina Margitot.